# Versuchshallen Elektrotechnik (Darmstadt)
Die Versuchshallen Elektrotechnik sind Bauwerke in Darmstadt.

## Architektur und Geschichte
Die Versuchshallen wurden in den Jahren 1958/59 nach Plänen der Architekten Gerhard Bartels, Rolf Dreesen (1917–2012) und Karl-Heinz Schelling erbaut.
Die Hallen sind beispielhaft für die lichte und luftige Architektur der 1950er Jahre.
Stilistisch erinnern die Bauwerke an den Bauhausstil.
Die Hallen bestehen aus einer Stahlträgerkonstruktion.
Die umlaufenden Fensterbänder werden nur durch einzelne Tore unterbrochen.
Die Brüstungsfelder bestehen aus gelben Klinkern.
Flachdächer bekrönen die Bauwerke.
Beim Bau der Versuchshallen wurden durch den relativ geringen Materialverbrauch und die Verwendung serienmäßig gefertigter Bauteile Kosten eingespart.
2014/15 erfolgte eine vollständige Sanierung der undichten Dächer.

## Denkmalschutz
Aus architektonischen und stadtgeschichtlichen Gründen sind die Versuchshallen Elektrotechnik ein Kulturdenkmal.